# Cú lợn mặt nạ nhỏ
Cú lợn mặt nạ nhỏ (danh pháp hai phần: Tyto sororcula) là một loài chim thuộc Chi Cú lợn, Họ Cú lợn (Tytonidae).. Cú lợn mặt nạ nhỏ là loài chim đặc hữu của Indonesia.